# Julius Speer
Julius Speer (* 3. Dezember 1905 in Talheim, Württemberg; † 8. Juni 1984 in Miesbach, Oberbayern) war ein deutscher Forstwissenschaftler und Wissenschaftsorganisator.
Seine Verdienste liegen wesentlich auf dem Gebiet der Forstökonomie und hier vor allem darin, entscheidend daran mitgewirkt zu haben, die Forstwirtschaft nach dem Zweiten Weltkrieg in das System der Sozialen Marktwirtschaft zu integrieren. Weit über sein Fachgebiet hinaus ist Speer jedoch als einer der bedeutendsten Wissenschaftsorganisatoren und -politiker der alten Bundesrepublik international bekannt geworden. So steuerte er von 1961 bis 1967 als Präsident den Internationalen Verband Forstlicher Forschungsanstalten (IUFRO), war von 1962 bis 1964 Präsident der Westdeutschen Rektorenkonferenz sowie von 1964 bis 1973 Präsident der Deutschen Forschungsgemeinschaft (DFG). Auf ihn geht das Konzept der Schwerpunktforschung zurück. Zuvor hatte er von 1960 bis 1963 das Amt des Rektors der Ludwig-Maximilians-Universität München sowie von 1953 bis 1965 das des Präsidenten des Deutschen Forstwirtschaftsrates (DFWR) innegehabt.

## Leben und Wirken

### Herkunft und Ausbildung
Julius Speer entstammt einem evangelischen Pfarrhaus. Er war der Sohn des Pfarrers Julius Speer und dessen Frau Gertrud geborene Pleibel. Sein Vater hatte ab 1912 die Leitung der Lehranstalten der Evangelischen Brüdergemeinde Korntal übernommen. Julius Speer besuchte das Eberhard-Ludwigs-Gymnasium in Stuttgart, wo Claus Schenk Graf von Stauffenberg zu seinen Schulkameraden gehörte. Nach dem 1922 dort abgelegten Abitur studierte er Forstwissenschaften an der Eberhard Karls Universität Tübingen, der Ludwig-Maximilians-Universität München und der Albert-Ludwigs-Universität Freiburg. Nach dem Forstwissenschaftlichen Diplomexamen (1928) trat er in den Dienst der Württembergischen Staatsforstverwaltung ein. Noch als Referendar wurde er 1929 mit der Dissertation Der Waldbesitz der Realgemeinden Württembergs. Ein Beitrag zu seiner Geschichte bei Heinrich Weber an der Freiburger Universität zum Dr. phil. nat. promoviert.
Nach dem Staatsexamen (Große Forstliche Staatsprüfung) übernahm ihn die Staatsforstverwaltung und setzte ihn in ihrer Stuttgarter Zentrale in der Geschäftsstelle für Holzverkauf ein. Das brachte Speer in Kontakt zu vielen Waldbesitzern und Holzhändlern des süddeutschen Raumes.

### Karriere als Hochschullehrer
Nach dem Tod seines Doktorvaters Weber wurde Oberförster Speer ab Herbst 1934 mit dessen Vertretung betraut und im September 1935 – im Alter von erst 30 Jahren – auf den Forstpolitiklehrstuhl berufen. Gegen eine Ernennung Speers zum ordentlichen Professor für Forstpolitik erhob allerdings die Dozentenschaft Einspruch, da dieser aus ihrer Sicht nicht voll dem politischen Maßstab des NS-Regimes entsprach. Denn Speer war zwar Stahlhelm-Mitglied, aber kein NSDAP-Mitglied. Erst am 1. Januar 1941 trat er unter der Mitgliedsnummer 8.379.357 der Partei bei. Nach dem Besuch eines NS-Dozentenlagers konnte Speer das Fach Forstpolitik jedoch ab 1935 zusammen mit der Forstlichen Betriebswirtschaftslehre als außerordentlicher Professor vertreten. 1942 folgte schließlich die Ernennung zum ordentlichen Professor für forstliche Wirtschaftslehre. Darüber hinaus vertrat er bis 1941 noch das Fach Forstgeschichte. Während seiner Freiburger Jahre beschäftigte sich Speer vornehmlich mit forststatistischen Fragestellungen auf dem Gebiet des südwestdeutschen Holzmarktes sowie mit der Betreuung des privaten Waldbesitzes.

### Als Offizier im Zweiten Weltkrieg
Im Zweiten Weltkrieg diente Speer ab 1939 als Soldat und brachte es bis zum Offizier. Aufgrund seiner außerordentlichen Fähigkeiten, die er 1940 während des Frankreich-Feldzugs gezeigt hatte, wurde er 1941 in das Oberkommando des Heeres berufen. Urlaubszeiten ermöglichten ihm die weitere Lehre in Freiburg, wo er Anfang der 1940er-Jahre auch in Kontakt zu dem liberalen Ökonomen Walter Eucken und dessen „Freiburger Schule“ kam. Euckens ordoliberale Vorstellungen prägten Speer nachhaltig und er übernahm von ihm auch das Ideal der erst nach dem Krieg umgesetzten Sozialen Marktwirtschaft.
Auch mit dem Widerstand gegen den Nationalsozialismus kam Speer in Berührung. So informierte ihn sein Schulkamerad Graf Stauffenberg über die Pläne des militärischen Widerstandes. Als das Attentat vom 20. Juli 1944 fehlschlug, blieb Speer unbehelligt. Seine NSDAP-Mitgliedschaft sowie vor allem der Umstand, dass er zu diesem Zeitpunkt in Zossen in einer Nebenstelle des Oberkommandos des Heeres tätig war, hatte ihn von den umgehend angelaufenen Nachforschungen verschont.

### In der Nachkriegszeit
Aufgrund seiner Beziehungen zum Widerstand gegen das NS-Regime wurde Speer bereits im November 1945 von der französischen Militärregierung als Hochschullehrer in Freiburg „reintegriert“. Ab 1946 nahm er an forstlichen Beratungen des Länderrates der US-Zone teil und war ab 1949 Mitglied der ständigen Eisenbahn-Tarifkommission. Speer trat in diesen Jahren mit Nachdruck für die Soziale Marktwirtschaft ein und söhnte auch die vom Nachhaltigkeitsprinzip bestimmte Forstwirtschaft mit diesem Wirtschaftssystem aus. Intensiv befasste er sich mit Problemen der Kostenrechnung in der Forstwirtschaft und der Holzmarktforschung.
Nachdem Julius Speer im Sommersemester 1951 und im Wintersemester 1951/52 sowohl in München als auch in Freiburg Vorlesungen gehalten hatte, nahm er im Oktober 1952 endgültig den Ruf nach München an, wo er als Nachfolger Victor Dieterichs zum Ordinarius für Forstpolitik und Forstliche Betriebswirtschaftslehre der Ludwig-Maximilians-Universität München und gleichzeitig zum Leiter der Bayrischen Forstlichen Forschungsanstalt ernannt wurde. Den Lehrstuhl hatte er bis zu seiner Emeritierung inne. In München begann die große Zeit Speers. Seine Forschungsschwerpunkte waren das Verhältnis zwischen Forst- und Holzwirtschaft und deren Zusammenarbeit auch mit der Landwirtschaft, die Produktivitätssteigerung in der freien Marktwirtschaft, die Forst- und Holzwirtschaft in der Europäischen Gemeinschaft – Speer setzte sich für einen freien Holzmarkt innerhalb der EG ein –, die Wechselbeziehungen zwischen Staatsgewalt und privatem Waldbesitz, die Organisation der Forstverwaltungen sowie Fragen der forstlichen Steuerlehre und der Kostenrechnung. Er schuf ein Programm zur Erforschung der Sozialfunktionen des Waldes.
Zunächst löste Speer jedoch erst einmal erheblichen Widerstand der Förster aus, als er auf Wunsch von Ministerialdirigent Max Woelfle hin eine bessere Ausbildung der bayerischen Revierförster ablehnte. So unterblieb der durch die Zunahme der wissenschaftlichen Erkenntnisse und der Technik an sich notwendig gewordene Ausbau der Forstschule Lohr am Main zu einer „Technischen Lehranstalt“.
Nach diesem etwas holprigen Anfang entwickelte Speer ein reges und umfangreiches Engagement in nationalen und internationalen Gremien und Verbänden, das ihn weit über sein forstliches Fachgebiet hinaus zu einem der bedeutendsten Wissenschaftsorganisatoren und -politiker der zweiten Hälfte des 20. Jahrhunderts machte. Dazu gehörten seine Tätigkeiten im Bewertungsrat beim Bundesminister der Finanzen, im Deutschen Rat für Landespflege, im Wissenschaftsrat und später bei der Alexander von Humboldt-Stiftung und der Fritz-Thyssen-Stiftung.

### Als Präsident des Deutschen Forstwirtschaftsrates
Nachdem Speer bereits dem Vorstand des Deutschen Forstwirtschaftsrates (DFWR) angehört hatte, wählte ihn dieser am 1. April 1953 in der Nachfolge Franz Freiherr von Perfalls zum Präsidenten. Trotz eines grundsätzlich marktwirtschaftlichen Kurses war sich Speer bei allen forstpolitischen Aktivitäten doch stets bewusst, dass das öffentliche Interesse doch auch Bindungen und Subventionen des Waldbesitzes verlangt. In diesem Sinne beeinflusste er während seiner Amtszeit bis 1965 eine ganze Reihe wichtiger forstpolitischer Ereignisse. Indem er Initiativanträge bei parlamentarischen Institutionen und Regierungen stellte, verlieh er der Forstwirtschaft in Deutschland ein großes politisches Gewicht. Entscheidende Marksteine waren das 1953 aufgestellte Arbeitsprogramm zur forstwirtschaftlichen Produktionssteigerung und die Freistellung der Forstwirtschaft von der Umsatzsteuer.

### Bedeutender Wissenschaftsorganisator
Sein hohes wissenschaftliches, politisches und menschliches Ansehen spiegelte bereits die 1960 die Wahl zum Rektor der Ludwig-Maximilians-Universität München und die Bestätigung für eine weitere Amtsperiode bis 1963. Nachdem Speer von 1953 bis 1960 die Sektion „Forstökonomie“ des Internationalen Verbands Forstlicher Forschungsanstalten (IUFRO) als Obmann geleitet hatte, wurde er 1961 beim IUFRO-Kongress in Wien zum Präsidenten gewählt. Und im Anschluss an die zweijährige Präsidentschaft (1962 bis 1964) der Westdeutschen Rektorenkonferenz wurde er drei Mal hintereinander zum Präsidenten der Deutschen Forschungsgemeinschaft (DFG) gewählt. Speer, der erkannt hatte, dass die Ära der „freien Marktwirtschaft“ zumindest in der Wissenschaftspolitik zu Ende ging, setzte sich stattdessen dafür ein, wissenschaftliche Prioritäten zu setzen. Auf ihn geht die Begründung der Schwerpunktforschung zurück, ein Konzept, das er bereits recht früh offensiv in der Öffentlichkeit vertrat, so etwa im Februar 1967 bei einer entsprechenden Vortragsveranstaltung der BASF. Mit deutlichen Worten wandte er sich gegen den zunehmenden Etatismus und das Mittelmaß in der Hochschulverwaltung und betonte noch in seinen Abschiedsreden als DFG-Präsident, dass der „magische Begriff der Gleichheit“ in der Wissenschaft nicht gelte.
Trotz der heftigen Studentenunruhen an den westdeutschen Universitäten und der politisch aufs höchste gespannten politischen Lage jener Jahre vermochte es Speer kraft seiner Integrität, während seiner Amtszeiten als DFG-Präsident von 1964 bis 1973 das im Ausland immer noch schwelende Misstrauen gegen die Bundesrepublik abzubauen. „Eine Figur wie Julius Speer, der scheidende Präsident der DFG, ist auf dieser Szene von einsamer Größe“, meinte etwa Die Zeit, als es 1973 darum ging, einen geeigneten forschungspolitischen Nachfolger für Speer zu finden.
Speers mannigfaltiges Wirken fand vielfache Würdigung, so mit der Verleihung des Bayerischen Verdienstordens (1963) und des Großen Verdienstkreuzes mit Stern des Verdienstordens der Bundesrepublik Deutschland (1973). Die Rechtswissenschaftliche Fakultät der Universität Syracuse verlieh Speer 1965 die juristische Ehrendoktorwürde.
Auch nach seiner Emeritierung blieb Speer noch in einer Reihe von Gremien aktiv. Für seinen Ruhestand hatte er sich 1974 am Schliersee niedergelassen, wo er überraschend am 8. Juni 1984 starb.
Speer war zweimal verheiratet, zuerst mit Elisabeth Fandrey, dann mit Annemarie Neizert. Letztere stellte auch seinen Privatnachlass der Bayerischen Akademie der Wissenschaften zur Verfügung.

## Auszeichnungen und Mitgliedschaften
- 1964: Bayerischer Verdienstorden
- 1965: Ehrendoktorwürde (Dr. iur. h. c.) der Syracuse University, New York[12]
- 1967: Kommandeur des Ordre national du Mérite[13]
- 1973: Großes Verdienstkreuz mit Stern des Verdienstordens der Bundesrepublik Deutschland (verliehen am 19. Januar 1973 im Bundespräsidialamt)[14][15]
- 1973: Kommandeur des Ordre des Palmes Académiques[16]
- 1980: Ehrenteller des Bayerischen Staatsministeriums für Ernährung, Landwirtschaft und Forsten[17]
- 1984: Bayerischer Maximiliansorden für Wissenschaft und Kunst[8]

Daneben war Speer Korrespondierendes Mitglied der Schwedischen Akademie der Land- und Forstwirtschaft in Stockholm, seit 1971 auch der Bayerischen Akademie der Wissenschaften in München sowie ab 1978 der Italienischen Akademie der Forstwissenschaft in Florenz. Ferner war er Ehrenmitglied verschiedener forstlicher Gesellschaften und Gremien, etwa der Finnischen Forstlichen Gesellschaft (1963), der Society of American Foresters (1964) und des Deutschen Forstwirtschaftsrates.

## Schriften
- Der Waldbesitz der Realgemeinden Württembergs. Ein Beitrag zu seiner Geschichte, Dissertation, Marbach am Neckar 1930
- als Herausgeber: Wiederaufforstung von Kahlflächen in England, Berichte über Studienreisen im Rahmen der Auslandshilfe der USA (Heft 80), Frankfurt am Main 1955
- als Herausgeber: Elemente des westdeutschen Rohholzmarktes, Schriften des Deutschen Forstwirtschaftsrates, München 1957
- Kostenpreiskalkulation in der Forstwirtschaft, München, Bonn und Wien 1959